# USS Corry (DD-463)
Эскадренный миноносец «Корри» (англ. USS Corry (DD-463)) — американский эсминец типа Gleaves.
Заложен на верфи Charleston Navy Yard, Чарльстон 4 сентября 1940 года. Спущен 28 июля 1941 года, вступил в строй 18 декабря 1941 года.
6 июня 1944 года подорвался на германских минах и затонул близ побережья Нормандии.
Из ВМС США исключён 29 июля 1944 года.